# 네덜란드 공주 알렉시아
알렉시아 율리아나 마르셀라 라우렌틴(네덜란드어: Alexia Juliana Marcela Laurentien, 2005년 6월 26일 ~ )은 네덜란드의 공주이다. 빌럼알렉산더르 국왕과 막시마 왕비 사이에서 태어난 둘째딸로 카타리나아말리아 공주의 동생이자 아리아너 공주의 언니이다. 현재 네덜란드 왕위 계승 서열 2위이다.